# Fathijja
Fathijja, właściwie Fathijja Fu’ad Ghali (ang. Fathaya Fouad Ghali, arab. ‏فتحية فؤاد غالي‎; ur. 17 grudnia 1930 w Kairze, zm. 10 grudnia 1976 w Los Angeles) – egipska księżniczka, córka Fu’ada I i Nazli Sabri.
W 1950 roku wzięła ślub z koptem Riadem Ghalim, z którym miała troje dzieci: Rafika, Ri’ada (Rayeda) i Raniję (Ranyę). 10 grudnia 1976 roku została zamordowana w Los Angeles, gdzie następnie pochowano jej ciało.